# Anydrophila distincta
Anydrophila distincta là một loài bướm đêm trong họ Noctuidae.